# Réassortiment
 (juin 2017).
Si vous disposez d'ouvrages ou d'articles de référence ou si vous connaissez des sites web de qualité traitant du thème abordé ici, merci de compléter l'article en donnant les références utiles à sa vérifiabilité et en les liant à la section « Notes et références ».
Le réassortiment est l'ensemble des opérations à entreprendre afin d’avoir un linéaire (un rayon) attrayant et complet. Il est effectué selon trois étapes :
- Rangement des produits en rayon et retrait des produits impropres à la vente
- Comptage des produits manquants
- Approvisionnement du rayon à partir des produits en réserve en effectuant la rotation des produits

Cette procédure implique l'analyse et la prise en compte de certains éléments afin de commander la bonne quantité au bon moment :
- Le stock disponible dans le rayon
- Les commandes en cours
- Le rythme et la fréquence des ventes

## Le quai intelligent
Il est équipé d’un système électronique qui permet de vérifier le contenu des caisses et des palettes afin d’éviter les erreurs de livraisons et de gérer des stocks en temps réel afin de diminuer les coûts de stock

## L'étiquette intelligente
Depuis janvier 2005, la nouvelle réglementation européenne exige de l’ensemble de la chaîne logistique d’être en mesure de retracer le cheminement d’un lot de produits. La codification de chaque colis avec l’étiquette EAN 128 (étiquette normalisée) permet de regrouper les informations utiles à identifier, à suivre, à stocker et à gérer l’ensemble des produits.

## La règlementation
La qualité de l’approvisionnement des rayons du magasin dépend en grande partie du soin accordé à la réception. Les transporteurs bénéficient d’une réglementation qui les protège envers les abus de leurs clients.
Droit de rétentionpossibilité pour le transporteur de garder la marchandise[Quand ?].
Vice- proprepermet de protéger le transporteur d’un défaut lié à la marchandise.
- Cas de force majeure : en cas d’incident climatique, routier ou panne de camion, le transporteur est dégagé de sa responsabilité et ne peut donc en être tenu pour responsable.